# 高橋幹夫 (帯広市長)
高橋 幹夫（たかはし みきお、1941年〈昭和16年〉1月14日 -）は、日本の政治家。第7代北海道帯広市長（2期）。旭日双光章受章。

## 経歴
北海道帯広市に出生。早稲田大学文学部卒業後、帯広市役所へ入庁し、帯広市都市環境部次長など歴任。また、帯広市職員労働組合で委員長を務めた。
1986年（昭和61年）帯広市長選挙に立候補するも落選。その後、幕別自動車学校常務を経て、1990年（平成2年）帯広市長に就任し、2期務め、1998年（平成10年）に引退した。

## 栄典
- 2015年11月 秋の叙勲で地方自治功労により旭日双光章を受章した[4]。